# Collegio di Coventry North West
Coventry North West è un collegio elettorale situato nella contea di West Midlands, nelle Midlands Occidentali, e rappresentato alla Camera dei comuni del Parlamento del Regno Unito. Elegge un membro del parlamento con il sistema first-past-the-post, ossia maggioritario a turno unico; l'attuale parlamentare è Taiwo Owatemi del Partito Laburista, che rappresenta il collegio dal 2019.

## Estensione
- 1974-1983: i ward del County Borough di Coventry di Bablake, Holbrook, Radford e Sherbourne.
- 1983-1997: i ward della Città di Coventry di Bablake, Holbrook, Radford e Sherbourne.
- dal 1997: i ward della Città di Coventry di Bablake, Holbrook, Radford, Sherbourne, Whoberley e Woodlands.[1]

## Membri del parlamento
| Elezione | Elezione          | Deputato        | Partito   |
| -------- | ----------------- | --------------- | --------- |
|          | Feb 1974          | Maurice Edelman | Laburista |
| 1976 (S) | Geoffrey Robinson |                 | Laburista |
| 2019     | Taiwo Owatemi     |                 | Laburista |

## Elezioni

### Elezioni negli anni 2020
| Partito                    | Partito                                | Candidato                  | Risultati 4 luglio 2024 | Risultati 4 luglio 2024 |
| Partito                    | Partito                                | Candidato                  | Voti                    | %                       |
| -------------------------- | -------------------------------------- | -------------------------- | ----------------------- | ----------------------- |
|                            | Laburista                              | Taiwo Owatemi              | 19 696                  | 46,86                   |
|                            | Conservatore                           | Tom Mercer                 | 8 522                   | 20,28                   |
|                            | Reform UK                              | Holly-Mae Nelson           | 7 950                   | 18,92                   |
|                            | Verdi                                  | Esther Reeves              | 3 420                   | 8,14                    |
|                            | Lib Dem                                | Tom Holder                 | 1 931                   | 4,59                    |
|                            | Indipendente                           | Elizabeth Richard          | 511                     | 1,22                    |
|                            |                                        |                            |                         |                         |
| Iscritti                   | Iscritti                               | Iscritti                   | 75 057                  | 100,00                  |
| ↳ Votanti (% su iscritti)  | ↳ Votanti (% su iscritti)              | ↳ Votanti (% su iscritti)  | 42 030                  | 56,00                   |
| ↳ Astenuti (% su iscritti) | ↳ Astenuti (% su iscritti)             | ↳ Astenuti (% su iscritti) | 33 027                  | 44,00                   |
|                            |                                        |                            |                         |                         |
|                            | Esito: collegio confermato a Laburista |                            |                         |                         |

### Elezioni negli anni 2010
| Partito                    | Partito                                | Candidato                  | Risultati 12 dicembre 2019 | Risultati 12 dicembre 2019 |
| Partito                    | Partito                                | Candidato                  | Voti                       | %                          |
| -------------------------- | -------------------------------------- | -------------------------- | -------------------------- | -------------------------- |
|                            | Laburista                              | Taiwo Owatemi              | 20 918                     | 43,81                      |
|                            | Conservatore                           | Clare Golby                | 20 710                     | 43,38                      |
|                            | Lib Dem                                | Greg Judge                 | 2 717                      | 5,69                       |
|                            | Brexit                                 | Joshua Richardson          | 1 956                      | 4,10                       |
|                            | Verdi                                  | Stephen Gray               | 1 443                      | 3,02                       |
|                            |                                        |                            |                            |                            |
| Iscritti                   | Iscritti                               | Iscritti                   | 75 247                     | 100,00                     |
| ↳ Votanti (% su iscritti)  | ↳ Votanti (% su iscritti)              | ↳ Votanti (% su iscritti)  | 47 744                     | 63,45                      |
| ↳ Astenuti (% su iscritti) | ↳ Astenuti (% su iscritti)             | ↳ Astenuti (% su iscritti) | 27 503                     | 36,55                      |
|                            |                                        |                            |                            |                            |
|                            | Esito: collegio confermato a Laburista |                            |                            |                            |

| Partito                    | Partito                                | Candidato                  | Risultati 8 giugno 2017 | Risultati 8 giugno 2017 |
| Partito                    | Partito                                | Candidato                  | Voti                    | %                       |
| -------------------------- | -------------------------------------- | -------------------------- | ----------------------- | ----------------------- |
|                            | Laburista                              | Geoffrey Robinson          | 26 894                  | 53,95                   |
|                            | Conservatore                           | Resham Kotecha             | 18 314                  | 36,74                   |
|                            | UKIP                                   | Michael Gee                | 1 525                   | 3,06                    |
|                            | Lib Dem                                | Andrew Hilton              | 1 286                   | 2,58                    |
|                            | Indipendente                           | Ciaran Norris              | 1 164                   | 2,34                    |
|                            | Verdi                                  | Stephen Gray               | 666                     | 1,34                    |
|                            |                                        |                            |                         |                         |
| Iscritti                   | Iscritti                               | Iscritti                   | 75 187                  | 100,00                  |
| ↳ Votanti (% su iscritti)  | ↳ Votanti (% su iscritti)              | ↳ Votanti (% su iscritti)  | 49 849                  | 66,30                   |
| ↳ Astenuti (% su iscritti) | ↳ Astenuti (% su iscritti)             | ↳ Astenuti (% su iscritti) | 25 338                  | 33,70                   |
|                            |                                        |                            |                         |                         |
|                            | Esito: collegio confermato a Laburista |                            |                         |                         |

| Partito                    | Partito                                | Candidato                  | Risultati 7 maggio 2015 | Risultati 7 maggio 2015 |
| Partito                    | Partito                                | Candidato                  | Voti                    | %                       |
| -------------------------- | -------------------------------------- | -------------------------- | ----------------------- | ----------------------- |
|                            | Laburista                              | Geoffrey Robinson          | 18 557                  | 41,01                   |
|                            | Conservatore                           | Parvez Akhtar              | 14 048                  | 31,05                   |
|                            | UKIP                                   | Harjinder Sehmi            | 7 101                   | 15,69                   |
|                            | Verdi                                  | Laura Vesty                | 1 961                   | 4,33                    |
|                            | Lib Dem                                | Andrew Furse               | 1 810                   | 4,00                    |
|                            | TUSC                                   | Dave Nellist               | 1 769                   | 3,91                    |
|                            |                                        |                            |                         |                         |
| Iscritti                   | Iscritti                               | Iscritti                   | 74 540                  | 100,00                  |
| ↳ Votanti (% su iscritti)  | ↳ Votanti (% su iscritti)              | ↳ Votanti (% su iscritti)  | 45 246                  | 60,70                   |
| ↳ Astenuti (% su iscritti) | ↳ Astenuti (% su iscritti)             | ↳ Astenuti (% su iscritti) | 29 294                  | 39,30                   |
|                            |                                        |                            |                         |                         |
|                            | Esito: collegio confermato a Laburista |                            |                         |                         |

| Partito                    | Partito                                | Candidato                  | Risultati 6 maggio 2010 | Risultati 6 maggio 2010 |
| Partito                    | Partito                                | Candidato                  | Voti                    | %                       |
| -------------------------- | -------------------------------------- | -------------------------- | ----------------------- | ----------------------- |
|                            | Laburista                              | Geoffrey Robinson          | 19 936                  | 42,82                   |
|                            | Conservatore                           | Gary Ridley                | 13 648                  | 29,31                   |
|                            | Lib Dem                                | Vincent McKee              | 8 344                   | 17,92                   |
|                            | BNP                                    | Edward Sheppard            | 1 666                   | 3,58                    |
|                            | UKIP                                   | Mark Nattrass              | 1 295                   | 2,78                    |
|                            | Indipendente                           | Nobby Clarke               | 640                     | 1,37                    |
|                            | Verdi                                  | Justin Wood                | 497                     | 1,07                    |
|                            | Alternativa Socialista                 | Nicky Downes               | 370                     | 0,79                    |
|                            | Christian Movement for Great Britain   | William Sidhu              | 164                     | 0,35                    |
|                            |                                        |                            |                         |                         |
| Iscritti                   | Iscritti                               | Iscritti                   | 72 863                  | 100,00                  |
| ↳ Votanti (% su iscritti)  | ↳ Votanti (% su iscritti)              | ↳ Votanti (% su iscritti)  | 46 560                  | 63,90                   |
| ↳ Astenuti (% su iscritti) | ↳ Astenuti (% su iscritti)             | ↳ Astenuti (% su iscritti) | 26 303                  | 36,10                   |
|                            |                                        |                            |                         |                         |
|                            | Esito: collegio confermato a Laburista |                            |                         |                         |

### Elezioni negli anni 2000
| Partito                    | Partito                                | Candidato                  | Risultati 5 maggio 2005 | Risultati 5 maggio 2005 |
| Partito                    | Partito                                | Candidato                  | Voti                    | %                       |
| -------------------------- | -------------------------------------- | -------------------------- | ----------------------- | ----------------------- |
|                            | Laburista                              | Geoffrey Robinson          | 20 942                  | 48,21                   |
|                            | Conservatore                           | Brian Connell              | 11 627                  | 26,77                   |
|                            | Lib Dem                                | Iona Anderson              | 7 932                   | 18,26                   |
|                            | BNP                                    | David Clarke               | 1 556                   | 3,58                    |
|                            | UKIP                                   | Sandra List                | 766                     | 1,76                    |
|                            | Alternativa Socialista                 | Nicky Downes               | 615                     | 1,42                    |
|                            |                                        |                            |                         |                         |
| Iscritti                   | Iscritti                               | Iscritti                   | 73 127                  | 100,00                  |
| ↳ Votanti (% su iscritti)  | ↳ Votanti (% su iscritti)              | ↳ Votanti (% su iscritti)  | 43 438                  | 59,40                   |
| ↳ Astenuti (% su iscritti) | ↳ Astenuti (% su iscritti)             | ↳ Astenuti (% su iscritti) | 29 689                  | 40,60                   |
|                            |                                        |                            |                         |                         |
|                            | Esito: collegio confermato a Laburista |                            |                         |                         |

| Partito                    | Partito                                | Candidato                  | Risultati 7 giugno 2001 | Risultati 7 giugno 2001 |
| Partito                    | Partito                                | Candidato                  | Voti                    | %                       |
| -------------------------- | -------------------------------------- | -------------------------- | ----------------------- | ----------------------- |
|                            | Laburista                              | Geoffrey Robinson          | 21 892                  | 51,45                   |
|                            | Conservatore                           | Andrew Fairburn            | 11 018                  | 25,89                   |
|                            | Lib Dem                                | Napier Penlington          | 5 832                   | 13,71                   |
|                            | Indipendente                           | Christine Oddy             | 3 159                   | 7,42                    |
|                            | UKIP                                   | Mark Benson                | 650                     | 1,53                    |
|                            |                                        |                            |                         |                         |
| Iscritti                   | Iscritti                               | Iscritti                   | 76 668                  | 100,00                  |
| ↳ Votanti (% su iscritti)  | ↳ Votanti (% su iscritti)              | ↳ Votanti (% su iscritti)  | 42 551                  | 55,50                   |
| ↳ Astenuti (% su iscritti) | ↳ Astenuti (% su iscritti)             | ↳ Astenuti (% su iscritti) | 34 117                  | 44,50                   |
|                            |                                        |                            |                         |                         |
|                            | Esito: collegio confermato a Laburista |                            |                         |                         |

## Risultati dei referendum

### Referendum sulla permanenza del Regno Unito nell'Unione europea del 2016
|             | Collegio            | Lasciare UE % | Rimanere in UE % |
| ----------- | ------------------- | ------------- | ---------------- |
|             | Coventry North West | 58,6%         | 41,4%            |
| Inghilterra | 53,3%               | 46,7%         |                  |
| Regno Unito | 51,9%               | 48,1%         |                  |